# Gardenia artensis
Gardenia artensis är en måreväxtart som beskrevs av Xavier Montrouzier. Gardenia artensis ingår i släktet Gardenia och familjen måreväxter. Inga underarter finns listade i Catalogue of Life.